# パペピプペロペロ
『パペピプペロペロ』は、ブリーフ&トランクス（以下ブリトラ）の通算12枚目のアルバムである。2020年9月23日にFRIED MUSICより発売された。

## 概要
ブリトラの12枚目アルバムであり、CDとDVDの2枚により構成されている。
前作の『ブリトラ埋蔵金』より1年4か月ぶりの新作であり、2020年6月13日にYouTubeで行われた生配信動画にて発売が発表された。
本作はコンピュータープログラムをあえて使わず、アコースティックギターにこだわったアンプラグド的なものとなっている。
2020年9月15日には、『ケチャップマン』と『いい意味で』のMVのショートバージョンがYouTubeにて公開された。

## 収録曲

### CD
1. ガテン系リズム [2:04]
作詞：伊藤多賀之
作曲：伊藤多賀之
  - ドラム音（キック＝伊藤、スネア＝細根）をボーカルで表現、メロディー部分はギターで表現した実験曲[7]。
2. ケチャップマン [5:09]
作詞：伊藤多賀之
作曲：伊藤多賀之
  - MVはインドネシア、バリ島でのケチャの映像で始まる[6]。延々と続くコーラスから作曲[7]。
3. いい意味で [4:16]
作詞：伊藤多賀之
作曲：伊藤多賀之
4. 蚊 [3:23]
作詞：伊藤多賀之
作曲：伊藤多賀之
5. 多目的室 [3:40]
作詞：伊藤多賀之
作曲：伊藤多賀之
  - 小学校にある多目的室というミステリアスな存在から、伊藤が妄想して作った歌[8]。
6. ピーターパン [5:36]
作詞：伊藤多賀之
作曲：伊藤多賀之
  - ピーターパンのような、中身はいつまでも大人になれず子供のままの人物を歌った歌。アルバム収録曲で最も転調が多い[7]。
7. 外見差別 [4:52]
作詞：伊藤多賀之
作曲：伊藤多賀之
8. 子持ちシシャモ [3:42]
作詞：伊藤多賀之
作曲：伊藤多賀之
9. 旦那アレルギー [4:37]
作詞：伊藤多賀之
作曲：伊藤多賀之
10. クチャラー [4:44]
作詞：伊藤多賀之
作曲：伊藤多賀之
  - 食べ物を食べる時に、クチャクチャと音を立てる彼女について歌った歌。
11. 雨の降る世界で [4:01]
作詞：細根誠
作曲：細根誠
  - 本作では唯一、細根が作詞・作曲を手掛けた曲である。
12. SM相対性理論 [3:42]
作詞：伊藤多賀之
作曲：伊藤多賀之
  - サディストとマゾヒスト (SM) について歌った歌。
13. くんたま [3:51]
作詞：伊藤多賀之
作曲：伊藤多賀之
  - 薫製たまごについての歌。
14. メラメラスクリーム2 [4:54]
作詞：伊藤多賀之
作曲：伊藤多賀之
  - ボーナストラックとして収録[6]。

### DVD
マニア向けふたりきりライブ2019
- 2019年11月30日に渋谷マウントレーニアホールにて開催されたライブの未公開映像が収録されている[9]。

1. オープニング
2. 不協和音
3. 病院
4. 取り調べ室
5. タクシー
6. 定食屋
7. みそ汁ストロー
8. プチプチ
9. ペチャパイ
10. Water Road
11. 外反母趾
12. ひとりのうた

ふれあいのDVD
- ブリトラ公式サイトでの通販にて購入した場合、伊藤の家に遊びに行った気分になれる「ふれあいのDVD」が付属する[10]。